# Lobendava
Lobendava là một làng thuộc huyện Děčín, vùng Ústecký, Cộng hòa Séc.